# London Rail
London Rail è una divisione del Transport for London (TfL), che si occupa del collegamento con la rete di trasporti facente capo al National Rail nell'area della Greater London. Essa è responsabile della rete del London Overground, un servizio ferroviario gestito direttamente dal TfL.

## National Rail a Londra
La rete del National Rail dell'area di Londra, trasporta giornalmente un grande numero di pendolari nel centro di londra e svolge innumerevoli servizi di trasporto pubblico nel sud della metropoli britannica.
A seguito del Greater London Authority Act 1999, il Transport for London ebbe il potere di coordinare la gestione dei trasporti intermodali nell'area della Greater London, sviluppando un progetto di collaborazione con il Department for Transport (responsabile delle strategie ferroviarie), il Network Rail (proprietario delle infrastrutture) e le diverse Compagnie ferroviarie che gestiscono le linee ferroviarie nella regione.
Nel 2003 venne lanciato un progetto pilota per promuovere l'unificazione dei tanti servizi operanti nel sud di Londra, creando così una rete di trasporti chiamata Overground Network. Il progetto previde la ristrutturazione delle stazioni, l'uniformità di segnalazioni e pubblicità che è poi cessata nel 2007.
Nel novembre 2007, il London Rail prese in controllo totale dei servizi Silverlink passandoli sotto il nuovo marchio London Overground. Le linee, per la maggior parte nel nord di Londra, sono gesti dal TfL.

## Proposte future
Il London Rail è responsabile per l'estensione della rete all'East London Line e sta approntando la disponibilità di risorse finanziarie per il miglioramento delle stazioni e l'incremento delle frequenze nell'area di Londra. La East London Line verrà a far parte del London Overground dal 2010.
L'ex sindaco di Londra Ken Livingstone, ha espresso il desiderio di acquisire il controllo di tutti i servizi ferroviari di Londra in un immediato futuro, facendoli confluire nel London Overground.